# Dave Loggins
David "Dave" Loggins, född 10 november 1947 i Mountain City, Tennessee, död 10 juli 2024 i Nashville, Tennessee, var en amerikansk countrymusiker och låtskrivare. Han är mest känd för sin hit "Please Come to Boston" från 1974.
Dave Loggins var tremänning till musikern Kenny Loggins.

## Diskografi
Album
- 1972 – Personal Belongings
- 1974 – Apprentice (In a Musical Workshop)
- 1976 – Country Suite
- 1977 – One Way Ticket to Paradise
- 1979 – David Loggins

Singlar
- 1972 – "Claudia"
- 1973 – "Think'n of You"
- 1974 – "Please Come to Boston"
- 1974 – "Someday"
- 1974 – "Girl From Knoxville"
- 1976 – "Movin' to the Country"
- 1976 – "Savior of My Natural Life"
- 1977 – "Ship in a Bottle"
- 1978 – "So Much For Our Dreams"
- 1979 – "The Fool in Me"
- 1979 – "Pieces of April"